# Episodi di Holly e Benji - Due fuoriclasse
Questa è la lista degli episodi dell'anime Holly e Benji - Due fuoriclasse (Captain Tsubasa), composta da 128 episodi, tratto dall'omonimo manga di Yōichi Takahashi (dai volumi 1-25, trasponendo il torneo delle elementari e quello delle medie). La serie, prodotta da Tsuchida Production e Group TAC, è stata trasmessa per la prima volta in Giappone su Tv Tokyo dal 13 ottobre 1983 al 27 marzo 1986.
L'anime in Italia è stato trasmesso per la prima volta dal 19 luglio 1986 su Italia 1, riscuotendo molto successo. È passato anche su Canale 5 nel 1991. (La serie, nelle molte repliche successive, è stata trasmessa poi col titolo della nuova sigla intitolata Che campioni Holly & Benji!!!, divenuto anche titolo della serie Captain Tsubasa J). 
Yamato Video l'ha anche messa tutta a disposizione, a tempo, sul suo canale YouTube nel 2014.
Mediaset ha invertito per errore gli episodi 65 e 66, come è possibile controllare visionando l'episodio 65 giapponese, il quale si conclude con il malore di Jun Misugi (Julian Ross) e con le anticipazioni dell'episodio successivo che mostrano Wakabayashi (Benji) e Misaki (Tom) in Europa. Di conseguenza l'episodio 65 italiano ("La decisione di Tom") corrisponde all'episodio 66 giapponese, mentre l'episodio 66 italiano ("Il malore di Julian") corrisponde all'episodio 65 giapponese. 
La fonte per le date di trasmissione italiana è costituita dai numeri del Radiocorriere TV dell'annata 1986.

## Lista episodi
| Nº                             | Titolo italiano Giapponese 「Kanji」 - Rōmaji | In onda           | In onda        |
| Nº                             | Titolo italiano Giapponese 「Kanji」 - Rōmaji | Giapponese        | Italiano       |
| Torneo Elementari (56 episodi) | |                   |                |
| 1                              | La grande sfida 「大空へはばたけ」 - oozora hehabatake | 13 ottobre 1983   | 19 luglio 1986 |
| 1                              | La famiglia Hutton si trasferisce a Fujisawa. Holly ha 11 anni e adora giocare a calcio. Appena arrivato nella nuova città, il ragazzo si dirige pertanto verso il campo del quartiere per trovare nuovi amici con i quali condividere la sua passione. Qui è in corso una sfida due squadre scolastiche, la Newppy e la S. Francis, per l'utilizzo della zona di gioco. Benji, portiere della S. Francis, afferma che se riusciranno a segnarli un gol da fuori area allora rinuncerà a qualsiasi pretesa su quel campo. Si fanno avanti i rappresentanti di tutte le discipline sportive (rugby, pallamano, baseball...), ma i tiri vengono parati con sicurezza da Benji. La Newppy si ritira sconsolata. Holly ai bordi del campo è incantato dalla bravura di Benji e decide di sfidarlo. Il ragazzo chiede a Bruce, giocatore della Newppy, come fare per poter incontrare il portiere. Bruce rimane strabiliato dalla richiesta, tuttavia accompagna Holly su una collina che permette di vedere il panorama della città e gli indica la residenza di Benji. Holly senza pensarci due volte scrive su un pallone una sfida e calcia la palla con tutte le sue forze facendola arrivare proprio tra le braccia di Benji che non sa spiegarsi da dove sia arrivato il pallone. L'incontro tra Holly e Benji avviene ai bordi di una strada della città. Benji, per saggiare le doti di Holly, gli calcia un pallone. Holly stoppa e rispedisce la palla all'avversario facendola passare sotto un autobus che transitava in quel momento. |                   |                |
| 2                              | Le due scuole rivali 「燃えろサッカー小僧」 - moe ro sakka kozō | 20 ottobre 1983   | 21 luglio 1986 |
| 2                              | Per vincere la sfida, Holly deve dribblare i membri di un'intera squadra e poi segnare. Holly riesce agevolmente a raggiungere la porta e con un colpo di testa mette in difficoltà Benji che però riesce a respingere di pugno; dai bordi del campo sbuca Roberto che con un cross rimette la palla in gioco e permette a Holly di segnare di testa. Benji è furioso per la rete appena subita e comunica a Holly che si riterrà sconfitto solamente se subirà una rete in una partita ufficiale ovvero durante il prossimo incontro tra Newppy e San Francis. Roberto, che si trova in Giappone per curarsi ed è ospite della famiglia Atton, decide di allenare i ragazzi. |                   |                |
| 3                              | La nuova squadra 「明日に向って、キック・オフ」 - ashita ni mutte, kikku. ofu | 27 ottobre 1983   | 21 luglio 1986 |
| 3                              | Inizia la scuola e Holly è accolto calorosamente da Patty che organizza una piccola manifestazione in suo onore. Nel pomeriggio il primo allenamento è contro la squadra dei Naughty Boys la quale sottovaluta le potenzialità della Newppy in quanto quest'ultima nel precedente campionato è stata battuta per 30-0 dalla S. Francis. La partita però procede in maniera diversa dal previsto e la Newppy, con Holly come punto di forza, riesce a spuntarla con il punteggio di 5-2. |                   |                |
| 4                              | Il mio migliore amico 「ボールは友だち」 - boru ha tomo dachi | 3 novembre 1983   | 22 luglio 1986 |
| 4                              | La Newppy continua ad allenarsi con entusiasmo in vista della sfida contro la S. Francis. L'impegno dei compagni di squadra di Holly è notevole, i giocatori non si separano mai dal pallone e sotto la guida di Roberto migliorano di giorno in giorno la loro tecnica. |                   |                |
| 5                              | La resa dei conti 「ライバルはどこだ」 - raibaru hadokoda | 10 novembre 1983  | 22 luglio 1986 |
| 5                              | Inizia il torneo scolastico giovanile tra Newppy e S. Francis. Holly e i suoi amici attendono con impazienza l'inizio dell'incontro e nel frattempo Holly ha subito modo di mettersi in mostra vincendo la gara dei 100 metri piani e per di più calciando il suo adorato pallone. Finalmente le squadre entrano in campo e la partita ha inizio. La Newppy ha l'occasione per riscattarsi delle pesanti sconfitte subite nel passato. |                   |                |
| 6                              | Il ritorno di papà 「ゴールをかためろ」 - goru wokatamero | 17 novembre 1983  | 23 luglio 1986 |
| 6                              | È in corso la partita tra la Newppy e la S. Francis. Holly gioca nella posizione di libero e impedisce agli attaccanti avversari qualsiasi azione diretta in porta. A pochi minuti dalla fine del primo tempo c'è una grande occasione per la Newppy: Holly batte un calcio d'angolo, la palla sembra indirizzata verso Bruce che si trova al centro dell'area, Benji si appresta a intervenire ma improvvisamente la palla, carica di effetto, cambia direzione spiazzando il portiere. Tutti quanti urlano al gol, ma purtroppo il tiro si stampa sul palo. Il primo tempo termina dunque con il risultato di 0-0. La ripresa vede la S. Francis attaccare con maggior determinazione e dopo appena un minuto arriva il gol: ai limiti dell'area Johnny ruba un pallone ad Artur, si avvicina alla porta e fa partire un tiro che porta in vantaggio la sua squadra. |                   |                |
| 7                              | Lotta senza sosta 「運命のロングシュート」 - unmei no rongushuto | 24 novembre 1983  | 23 luglio 1986 |
| 7                              | La Newppy, in svantaggio, cerca disperatamente il pareggio. Il tempo scorre velocemente e a pochi minuti dal termine Benji ordina ai suoi compagni di mettere in atto "la gabbia"; in tal modo la Newppy non è più in grado di rientrare in possesso del pallone. Manca un minuto alla fine della partita e Bruce riesce a riconquistare il pallone passandolo immediatamente a Holly che si dirige verso l'area di rigore avversaria. Il ragazzo da fuori area fa partire un tiro potentissimo che però Benji riesce a respingere; il pallone rimbalza sulla traversa e ritorna verso Holly che con una spettacolare rovesciata al volo calcia la palla in rete mentre Benji, a terra, osserva con aria stupefatta il gol appena subito. |                   |                |
| 8                              | La coppia perfetta 「さわやかコンビ誕生」 - sawayaka konbi tanjō | 1º dicembre 1983  | 24 luglio 1986 |
| 8                              | I tempi regolamentari si sono conclusi in pareggio e si devono giocare 10 minuti di supplementari. Bruce nello scontro con Carter ha subito un infortunio più grave del previsto e non può proseguire, al suo posto gioca Tom, appena arrivato in città. Benji nel frattempo non ha più intenzione di continuare l'incontro, la sua sfida personale con Holly si è conclusa con una sconfitta e dunque ritiene superfluo continuare l'incontro. Freddy colpisce il portiere e riesce a far cambiare idea a Benji che riprende la sua posizione tra i pali. Si gioca il primo tempo di 5 minuti ma il risultato non si sblocca, il secondo tempo riserva invece una grossa sorpresa, a pochi minuti dal termine Benji riceve un pallone su calcio d'angolo di Carter e fa partire un eccezionale tiro che porta il risultato sul 2-1 per la S. Francis. |                   |                |
| 9                              | Una partita all'ultimo sangue 「ラストチャンスにかけろ」 - rasutochansu nikakero | 8 dicembre 1983   | 24 luglio 1986 |
| 9                              | L'incontro prosegue a ritmi incessanti, la S. Francis nonostante il vantaggio continua ad attaccare e va vicina al gol con un tiro che viene miracolosamente bloccato da un intervento al volo di Tom che respinge il pallone. Nonostante ciò la Newppy crede ancora nel pareggio e riesce a conquistarlo grazie a un'azione della coppia Holly-Tom. I due entrano nell'area di rigore avversaria, Holly crossa per Tom che di tuffo dà l'impressione di tirare verso Benji, Tom invece ripassa la palla ad Holly che di testa batte in rete fissando il punteggio sul 2-2. Rimangono pochi secondi di gioco, la Newppy tenta una nuova azione verso la porta avversaria, Holly riceve un pallone e colpisce di testa, Benji para la palla ma questa rotola lentamente verso la porta, colpisce il palo e si spegne sul fondo. La ventiseiesima edizione del torneo interscolastico si conclude dunque con il risultato di 2-2. |                   |                |
| 10                             | Il giorno delle selezioni 「夢はブラジルへ」 - yume ha burajiru he | 15 dicembre 1983  | 25 luglio 1986 |
| 10                             | Roberto annuncia il suo ritiro dal calcio professionistico a causa del parziale distacco della retina di un occhio. La sua passione per il calcio e i suoi sogni si riversano a questo punto su Holly. Roberto vuole portare Holly con sé in Brasile. Nel frattempo la città di Fujisawa ha deciso che ci sarà solamente una squadra di calcio a rappresentarla nel campionato nazionale, si svolgono pertanto le selezioni per stabilire quali giocatori potranno far parte della rosa. Le squadre in lizza sono 4: la Newppy, S. Francis, Yellowstone e Newton Boys. |                   |                |
| 11                             | L'inaspettato rivale 「はぐれ狼小次郎あらわる」 - hagure ookami kojirō arawaru | 22 dicembre 1983  | 25 luglio 1986 |
| 11                             | Holly, Tom e Bruce sono i tre giocatori della Newppy selezionati a far parte della nuova squadra. Bruce, dato il suo minor livello tecnico, viene sottoposto dai suoi compagni a esercizi supplementari. Nel frattempo iniziano gli allenamenti della nuova selezione e durante uno di questi fa la sua comparsa Mark, capitano della Muppett, che sfida Benji a parare uno dei suoi tiri. Mark scaglia in porta un tiro molto potente e Benji, del tutto inaspettatamente, non accenna nemmeno la parata lasciando terminare il pallone in rete. In seguito sarà Benji a dare una spiegazione per questa improvvisa défaillance, durante un precedente allenamento ha subito un serio infortunio alla gamba sinistra e questo lo costringerà all'assenza dal campo per alcune partite. |                   |                |
| 12                             | Una squadra di campioni 「めざせ！日本一」 - mezase! nippon'ichi | 29 dicembre 1983  | 26 luglio 1986 |
| 12                             | La Newteam, squadra rappresentativa dalla città di Fujisawa, si impone agevolmente nelle prime partite per le selezioni regionali e ottiene i seguenti punteggi: 7-0 contro la Fenton, 10-0 sulla Imperial, 11-0 sulla Kensington, 8-0 sulla Offers, 9-0 contro la Olfon e 7-0 sulla Host Cup. Raggiunge dunque la qualificazione assieme a Stanton, Trapper e Shimada. Il nuovo incontro della Newteam è proprio contro la Shimada, Benji è costretto in panchina a causa dell'infortunio, al suo posto viene schierato Alan che dimostra sin dall'inizio la sua emozione per l'esordio nonché l'inesperienza; dopo pochi minuti infatti subisce un gol e così per la prima volta la Newteam si trova in svantaggio. |                   |                |
| 13                             | Una partita nel fango 「泥まみれの熱戦」 - nazuma mireno nessen | 5 gennaio 1984    | 26 luglio 1986 |
| 13                             | La Shimada riesce a mantenere il risultato sino alla fine del primo tempo che pertanto si conclude con il risultato di 1-0 in suo favore. Inizia il secondo tempo e sotto una pioggia torrenziale la Shimada riesce a raddoppiare; nel frattempo, altrove, la Muppett dopo essere andata sotto di 3 gol riesce a battere per 4-3 la Nudols, tutti i gol sono opera di Mark. L'incontro tra Newteam e Shimada prosegue ma le speranze per Holly e compagni si affievoliscono al passare di ogni minuto, nonostante le numerose azioni il gol non arriva. A pochi minuti dallo scadere si riaccende la fiducia, Tom crossa al centro dell'area per Holly che in rovesciata realizza uno splendido gol, mancano 3 minuti al termine e il risultato è di 2-1 a favore della Shimada. |                   |                |
| 14                             | L'avversaria di Patty 「フィールドの貴公子」 - firudo no kikōshi | 12 gennaio 1984   | 28 luglio 1986 |
| 14                             | La Newteam continua a spingere e trova il gol del pareggio, Diamond passa ad Holly che di testa segna il secondo gol. La Shimada è scossa, tenta il tutto per tutto e rinuncia alla tattica difensiva sinora utilizzata gettandosi all'attacco, le azioni sono vane perché la Newteam rientra in possesso del pallone e allo scadere Holly con un potente tiro fissa il risultato sul 3-2. La Newteam può così giocare la finale regionale contro la Stanton. Con Benji nuovamente tra i pali e Holly marcato da ben tre avversari inizia l'incontro. Sugli spalti si assiste a un divertente siparietto tra Patty ed Emy, amica di Holly venuta allo stadio per tifarlo nonché per accompagnare Julian, capitano della Mambo Football Club. |                   |                |
| 15                             | Una prova di carattere 「傷だらけのキーパー」 - kizu darakeno kipa | 19 gennaio 1984   | 28 luglio 1986 |
| 15                             | Si gioca la finale regionale e il primo tempo si conclude sullo 0-0. I giocatori della Stanton però si sono accorti di un punto debole della Newteam, Benji è ancora sofferente alla gamba infortunata. Inizia il secondo tempo e la Stanton, con una tattica tutt'altro che leale, carica Benji che cade a terra dolorante, gli avversari attaccano e il gol sembra inevitabile ma un provvidenziale intervento sulla linea di Tom scongiura il pericolo. Sul capovolgimento di fronte Holly con un poderoso tiro dal limite dell'area porta in vantaggio la Newteam, è l'inizio di un crescendo, Holly al centro dell'area riceve un cross di Tom e raddoppia ma il tempo non è ancora scaduto e così riesce a segnare per la terza volta. Grazie a questa vittoria la Newteam si qualifica per i campionati nazionali come rappresentante della regione di Shizuoka. |                   |                |
| 16                             | Il nuovo capitano 「夢はひとつ燃えろイレブン」 - yume hahitotsu moe ro irebun | 26 gennaio 1984   | 29 luglio 1986 |
| 16                             | La Newteam svolge gli ultimi allenamenti prima di partire per Tokyo dove si terranno i campionati nazionali. L'infortunio di Benji è più grave del previsto così non potrà prendere parte al torneo, solamente in occasione della finale la sua gamba sarà guarita, con questa certezza Benji strappa a Holly la promessa di vincere tutte le partite per fare in modo di poter giocare assieme la finale che con ogni probabilità si terrà contro la Muppett di Mark. L'assenza di Benji getta la Newteam nello scompiglio, i giocatori pensano che Alan non sia all'altezza del compito e dunque viene organizzato un allenamento supplementare per far in modo che migliori la propria tecnica. La Newteam parte alla volta di Tokyo guidata da Holly, divenuto capitano. |                   |                |
| 17                             | Una cerimonia emozionante 「開幕！全国大会」 - kaimaku! zenkokutaikai | 2 febbraio 1984   | 29 luglio 1986 |
| 17                             | La Newteam arriva nella città dove si svolge il torneo, Holly e i suoi compagni hanno modo di conoscere alcuni dei loro prossimi avversari come i gemelli Derrick, Philip, Sellers, Julian. Holly è incaricato di tenere il discorso per l'apertura della cerimonia e subito dopo si procede alla formazione dei gironi eliminatori, la prima squadra che la Newteam affronterà sarà la fortissima Muppett capitanata da Mark. |                   |                |
| 18                             | Scontro fra capitani 「宿命の対決!翼VS小次郎」 - shukumei no taiketsu! tsubasa vs kojirō | 9 febbraio 1984   | 30 luglio 1986 |
| 18                             | La partita fra Newteam e Muppett ha inizio, lo scontro tra Holly e Mark è immediato anche se si conclude con un nulla di fatto. Passano pochi minuti ed è la Newteam a passare in vantaggio, Holly con un magistrale colpo di tacco scavalca Lenders e successivamente si gira calciando in rete. Mark non si arrende facilmente, a metà campo toglie di prepotenza la palla ad Holly, si avvicina all'area di rigore e calcia una vera e propria bordata che colpisce Alan in pieno volto spedendo il pallone in rete. |                   |                |
| 19                             | La miglior difesa è l'attacco 「恐怖の弾丸シュート」 - kyōfu no dangan shuto | 16 febbraio 1984  | 30 luglio 1986 |
| 19                             | Crocker è sconvolto, la terribile pallonata ricevuta gli ha provocato un autentico terrore nei confronti del pallone; Mark, ben conscio di questo, ordina a Mellow di calciare verso la porta, il tiro viene effettuato dalla distanza e risulta piuttosto debole ma nonostante ciò Alan rimane immobile e la palla finisce in rete. Holly si prende a cuore il problema di Alan e per dimostrare che il pallone è sempre un amico di proposito intercetta con il volto un tiro di Mark. Alan riacquista così la fiducia in sé stesso e la Newteam può spingersi all'attacco, Holly scatta in avanti e passa un pallone al centro dell'area per Tom che con un tiro di sinistro sigla il gol del pareggio. Il primo tempo si conclude con il risultato di 2-2. |                   |                |
| 20                             | Una dura battaglia 「サッカーは俺の夢だ！」 - sakka ha ore no yume da! | 23 febbraio 1984  | 31 luglio 1986 |
| 20                             | Nel secondo tempo è la Muppett a passare in vantaggio, poiché dopo qualche minuto Danny passa a Mark che segna il 3-2. Pochi istanti dopo la Newteam pareggia, Tom passa al centro per Holly che segna di testa. Una girata al volo di Mark riporta la Muppett in vantaggio ma poco dopo è nuovamente Holly di testa a siglare il 4-4. C'è un gran contrasto aereo tra i due capitani, Mark ha la meglio e segna il quinto gol. Sul capovolgimento di fronte Holly, sempre marcato stretto da Mark, riesce a vincere un dribbling saltando Mark e spedisce la palla in rete. Mancano solamente 3 minuti al termine e il risultato è di 5-5. |                   |                |
| 21                             | Il gol della vittoria 「泣くな!翼」 - naku na! tsubasa | 1º marzo 1984     | 31 luglio 1986 |
| 21                             | Danny riesce a segnare il gol della vittoria per la Muppett. Holly è in lacrime perché è convinto che con questa sconfitta la sua squadra non potrà più vincere il campionato e di conseguenza non potrebbe realizzare il suo sogno di andare in Brasile. Invece per la NewTeam non tutto è perduto, poiché se vincerà tutte le rimanenti partite riuscirà a qualificarsi per la fase finale del torneo. Con questa certezza e rinfrancati nel morale i giocatori della Newteam battono per 9-0 la Omnibus e si apprestano allo scontro decisivo contro la Hot Dog dei gemelli Derrick. |                   |                |
| 22                             | Due fratelli formidabili 「双子のストライカー」 - futago no sutoraika | 8 marzo 1984      | 1º agosto 1986 |
| 22                             | Le qualificazioni procedono e l'incontro tra Hot Dog e Muppett termina con il risultato di 5-5. È ora la volta della sfida tra Newteam e Hot Dog, a quest'ultima, in virtù dei migliori risultati conseguiti, basterebbe un pareggio per passare il turno mentre la Newteam deve necessariamente vincere. Holly dimostra sin dall'inizio la sua classe ed evitando un doppio intervento dei gemelli Derrick riesce a segnare concludendo il primo tempo sull'1-0. La Hot Dog può tuttavia contare sulle tecniche acrobatiche dei gemelli i quali ne danno ampia dimostrazione con il tiro triangolare. James spicca un salto utilizzando un palo della porta come trampolino, si lancia in alto e con un colpo di testa passa la palla a Jason il quale si trova al centro dell'area e può tranquillamente segnare riportando il risultato in parità. Nel frattempo James ricade a terra colpendo Franky a una gamba, Franky è costretto a lasciare il campo, al suo posto entra Bruce. |                   |                |
| 23                             | L'autogol 「石崎の大チョンボ」 - ishizaki no dai chonbo | 15 marzo 1984     | 1º agosto 1986 |
| 23                             | La Hotdog continua ad attaccare e i gemelli Derrick effettuano un nuovo tiro acrobatico; questa volta Crocker riesce a respingere di pugno il pallone che viene raccolto da Bruce che tuttavia per l'emozione svirgola il rilancio segnando un autogol portando in vantaggio la squadra avversaria. Bruce tuttavia si riscatta dell'errore rubando palla ai Derrick ed effettuando una conclusione dalla lunga distanza che viene deviata di testa da Becker entrando in rete. La Newteam riesce così a pareggiare. La Hotdog si chiude in difesa alla difesa del pareggio che le consentirebbe la qualificazione mentre la Newteam attacca. |                   |                |
| 24                             | Amici e rivali 「空中大決戦」 - kūchū dai kessen | 22 marzo 1984     | 2 agosto 1986  |
| 24                             | Gli attacchi della Newteam vengono ogni volta respinti dalla Hotdog, ma quando manca meno di un minuto dal termine Holly ha l'idea di emulare il tiro triangolare dei Derrick e in questo modo, su lancio di Becker, riesce a segnare il gol del 3-2 garantendo il passaggio del turno alla Newteam. Agli ottavi di finale la Newteam viene sorteggiata contro la Norfolk di Teo. |                   |                |
| 25                             | Il maxi-portiere 「俺が大会一のキーパーだ！」 - ore ga taikai ichi no kipa da! | 29 marzo 1984     | 2 agosto 1986  |
| 25                             | Inizia la partita tra Newteam e Norfolk, con Teo che vuole eguagliare il record di Benji di nessun gol subito. Inizialmente Sellers sembra una barriera insuperabile in grado di parare anche le conclusioni più insidiose e, come se non bastasse, la Norfolk, su lancio lungo del proprio portiere, con un contropiede riesce a portarsi in vantaggio. Tuttavia Holly con una conclusione da fuori area che Sellers riesce a intercettare ma non a trattenere segna il gol del pareggio. |                   |                |
| 26                             | Solidarietà tra avversari 「ガラスのエース」 - garasu no esu | 5 aprile 1984     | 4 agosto 1986  |
| 26                             | Sellers, scosso per il gol subito, perde la freddezza necessaria per un portiere e di conseguenza il suo rendimento cala. Di conseguenza, allo scadere del primo tempo la Newteam riesce a portarsi in vantaggio con una rete di Mason su assist di Holly. Nella ripresa la Newteam dilaga andando a segno con Diamond, Becker e di nuovo con Holly. La partita termina 5-1 per la Newteam. Nei quarti di finale i risultati sono: Newteam-Sheraton 7-0, Muppett-Keaton 5-1, Flynet-Yellow 3-1. L'ultima partita è tra Mambo e Holiday. Julian, poiché la propria squadra sta perdendo per 2-1, convince l'allenatore a farlo entrare in campo per assicurarsi la vittoria. Durante la partita Amy prende in disparte Holly chiedendogli di far vincere la Mambo perché, a causa di una malattia cardiaca, questo sarà l'ultimo torneo che Julian potrà disputare. Holly però non soddisferà la richiesta, conscio che solo vincendo il campionato potrà realizzare il sogno di partire per il Brasile con Roberto, e anche perché ritiene che Ross non vorrebbe una vittoria regalata. |                   |                |
| 27                             | Il cerchio si stringe 「ベスト４！激突」 - besuto 4! gekitotsu | 12 aprile 1984    | 4 agosto 1986  |
| 27                             | Grazie all'entrata in campo di Ross, l'incontro tra Mambo e Holiday termina 6-2 per la Mambo. La prima semifinale è tra la Flynet di Philip e la Muppett di Mark, con Callaghan determinato a vincere per far pagare a Mark il violento ceffone ricevuto nel refettorio. La prima a portarsi in vantaggio è la Muppett grazie a una rete segnata da Lenders con un tiro molto potente. |                   |                |
| 28                             | Allenamento sotto zero 「北国の熱きイレブン」 - kitaguni no atsuki irebun | 19 aprile 1984    | 5 agosto 1986  |
| 28                             | La Muppett viene messa in seria difficoltà dal gioco di squadra della Flynet che perviene al pareggio con un rigore concesso per un fallo in area commesso da Lenders ai danni di Callaghan e trasformato da Callaghan. Il primo tempo si conclude 1-1, ma Lenders sembra spossato e non nelle sue condizioni fisiche ottimali, forse risentendo dello stress eccessivo accumulatosi negli ultimi tempi. Nonostante ciò all'inizio del secondo tempo Lenders riesce ad andare ancora a segno su assist di Mellow, riportando la Muppett in vantaggio. |                   |                |
| 29                             | Semifinale incandescente 「血みどろの対決」 - chi midorono taiketsu | 26 aprile 1984    | 5 agosto 1986  |
| 29                             | A pochi minuti dal termine la Flynet pareggia grazie a una rete di Callaghan e nel finale di partita ha anche l'opportunità per portarsi in vantaggio su rigore concesso per un fallo di mano commesso in area da un difensore della Muppett. Quando sembra che la Muppett sia sull'orlo del baratro, avviene una sostituzione per la Muppett: Ed, reduce da un infortunio, entra in campo e para il rigore, seppur calciato con potenza, di Callaghan. Sul capovolgimento di fronte Lenders segna allo scadere il gol della vittoria che garantisce la qualificazione alla finale per la Muppett. Per lo stress eccessivo dovuto alle eccessive responsabilità di cui si era sobbarcato, Mark crolla a terra stremato. |                   |                |
| 30                             | La partita d'addio 「傷だらけの貴公子」 - kizu darakeno kikōshi | 3 maggio 1984     | 6 agosto 1986  |
| 30                             | La seconda semifinale è tra Newteam e Mambo. La presenza in campo di Julian fin dal primo minuto fa sì che si abbia una superiorità iniziale della Mambo che crea le prime potenziali occasioni da gol, costringendo la Newteam a ripiegare in difesa. |                   |                |
| 31                             | Il gol del vantaggio 「華麗なる対決」 - karei naru taiketsu | 10 maggio 1984    | 6 agosto 1986  |
| 31                             | Al 10° del primo tempo Ross con una rovesciata porta in vantaggio la Mambo. Holly in 2 occasioni si fa condizionare dalla consapevolezza del problema al cuore di Julian mancando dapprima una facile occasione da gol perché partito in ritardo e poi perdendo un duello con Ross perché il sentirsi chiedere da Ross se per caso lui sapeva della sua malattia cardiaca gli aveva fatto perdere la concentrazione per un istante. Julian, resosi conto che Holly sa della sua malattia, gli chiede di giocare come al solito e di non avere alcun riguardo. Al termine di un'azione corale Holly riesce infine a pareggiare con una rovesciata. |                   |                |
| 32                             | La Newteam in trappola 「翼をワナにかけろ」 - tsubasa wo wana nikakero | 17 maggio 1984    | 7 agosto 1986  |
| 32                             | La Mambo comincia ad applicare la trappola del fuorigioco che consiste nel mettere Holly in fuorigioco ogni volta che gli passano la palla durante un'azione offensiva. La tattica è estremamente efficace nel neutralizzare tutte le azioni offensive della Newteam, e, come se non bastasse, sul finire del primo tempo la Mambo riesce a riportarsi in vantaggio grazie a una rete in rovesciata di Julian. Il primo tempo si conclude sul risultato di 2-1 in favore della Mambo. |                   |                |
| 33                             | Crisi di coscienza 「とべない翼」 - tobenai tsubasa | 24 maggio 1984    | 7 agosto 1986  |
| 33                             | Durante l'intervallo Julian prende in disparte Amy, mollandole un ceffone per aver rivelato a Holly il segreto della sua malattia cardiaca, dato che ciò sta influenzando l'andamento della partita. Nel frattempo Holly sembra che si sia arreso perché vede Julian di molto superiore a lui, pur essendo malato al cuore, e all'inizio del secondo tempo sbaglia anche gli interventi più semplici. La Mambo ne approfitta per segnare il gol del 3-1 con Mallory su assist di Ross. Holly crolla a terra mettendosi a piangere ma a un tratto sente la voce di Benji che era tra gli spettatori e che entra in campo per rimproverarlo per come sta rendendo in campo. |                   |                |
| 34                             | Una difficile decisione 「よみがえれ翼」 - yomigaere tsubasa | 31 maggio 1984    | 8 agosto 1986  |
| 34                             | Benji rimprovera Holly per essersi arreso, accusandolo di stare vanificando gli sforzi di tutta la squadra. Si spera che il discorso abbia fatto effetto, ma in realtà, ripreso il gioco, Holly continua a giocare male perdendo di nuovo palla e la Mambo ha un'altra occasione per segnare che tuttavia fallisce. Benji ritorna in campo rimproverando Holly e si uniscono Roberto, Patty, Amy, Julian e Tom, i quali, mostrandosi estremamente delusi, gli chiedono di tornare a giocare come al solito e di non vanificare i loro sforzi. I loro rimproveri fanno finalmente effetto e Holly torna a giocare come al solito superando con un colpo di tacco Ross ma il suo tiro si infrange sul palo. Nell'azione successiva, però, Holly riesce ad accorciare le distanze eludendo la trappola del fuorigioco. |                   |                |
| 35                             | Il sacrificio di Ross 「淳死なないで」 - atsushi shina naide | 7 giugno 1984     | 8 agosto 1986  |
| 35                             | Ross comincia ad accusare un leggero malore al cuore, affaticato anche dal terreno reso fangoso dalla pioggia. Nonostante tutto riesce a superare in dribbling qualche avversario ma perde la sfida con Holly che gli ruba la palla con la forza e si invola verso la porta della Mambo, riuscendo a pareggiare con un tiro in scivolata. A questo punto Ross crolla a terra venendo costretto a rivelare a tutti il segreto della sua malattia al cuore. Tuttavia Julian rifiuta di essere sostituito e a 2 minuti dal termine, mostrando una enorme forza di volontà e pur rischiando di morire, riesce a segnare il gol del 4-3. La puntata si conclude con Ross apparentemente sul punto di morire con i compagni di squadra e gli avversari preoccupati per lui. |                   |                |
| 36                             | Lotta contro il tempo 「ボクの心臓まだ動いている」 - boku no shinzō mada ugoi teiru | 14 giugno 1984    | 9 agosto 1986  |
| 36                             | Ross si riprende e rassicura tutti sulle sue condizioni di salute anche se, per non rischiare ulteriormente la vita, si ritira in difesa appoggiandosi al palo della propria porta. La Newteam attacca alla ricerca del pareggio ma la Mambo si è asserragliata in difesa e, grazie alle geniali direttive di Ross dalla propria area di rigore, chiude tutti gli spazi con efficacia. Holly, circondato dagli avversari, ha un'idea geniale: manda in alto il pallone e lo colpisce in rovesciata in direzione di Tom, che di testa segna la rete del pareggio quando mancano pochi secondi dalla fine. |                   |                |
| 37                             | Una lezione di vita 「奇跡の超ロングシュート」 - kiseki no chō rongushuto | 21 giugno 1984    | 9 agosto 1986  |
| 37                             | Quando tutti si sono rassegnati all'idea che la partita si sarebbe decisa ai tiri di rigore, dato che mancavano solo pochi secondi da recuperare, Holly ruba palla alla Mambo e con un tiro dalla lunga distanza segna il gol della vittoria proprio allo scadere. La Newteam vince così l'incontro per 5-4 e si qualifica alla finale contro la Muppett in programma il giorno successivo. Ross, mentre esce dal campo sorretto ai compagni e ad Amy, crolla a terra e viene ricoverato in ospedale. Julian dovrà operarsi al cuore per poter sperare di poter un giorno tornare a giocare a calcio e durante la notte fugge dall'ospedale facendo preoccupare tutti. Alla fine lo trovano sul campo a contemplare il luogo dove si è disputata la partita e poter rievocare con la mente i momenti più emozionanti del suo ultimo incontro prima dell'operazione. |                   |                |
| 38                             | L'attesa della finale 「眠れる猛虎・小次郎」 - nemure ru mōko. kojirō | 28 giugno 1984    | 11 agosto 1986 |
| 38                             | Alla vigilia della finale la presenza in campo di Lenders, ancora ricoverato con la febbre alta per lo stress dovuto alle eccessive responsabilità che si è sobbarcato, è dubbia e tutti pregano che si riprenda in tempo, compreso Benji che cerca la rivincita per il gol che Mark gli segnò durante una partita di allenamento. In extremis Mark si riprende e si presenta in campo in condizioni di salute ottimali. |                   |                |
| 39                             | Il grande ritorno 「復活！天才キーパー若林」 - fukkatsu! tensai kipa wakabayashi | 5 luglio 1984     | 11 agosto 1986 |
| 39                             | La finale comincia con un'azione scorretta di Lenders che con una cannonata colpisce Holly allo stomaco. Inizialmente è la Newteam a prendere l'iniziativa con diverse conclusioni tuttavia parate con destrezza da Ed. La Muppett ha un'opportunità per segnare ma Benji in uscita stronca sul nascere il tiro di Lenders prendendogli il pallone mentre stava preparando la conclusione. |                   |                |
| 40                             | Il tiro segreto 「出た！先制のツインシュート」 - deta! sensei no tsuinshuto | 12 luglio 1984    | 12 agosto 1986 |
| 40                             | Si ha un altro intervento scorretto di Lenders ai danni di Holly che viene punito con il fallo e che causa la reazione di Patty che invade il campo per rimproverare Lenders. I 2 portieri si provano formidabili e apparentemente imbattibili: Warner continua a parare le numerose conclusioni della Newteam, mentre Benji para un tiro dalla lunga distanza di Lenders. Bruce rivela a Lenders dell'imbattibilità di Benji da fuori area, cosa che lo fa intestardire a concludere solo da fuori area in modo da dimostrare di essere migliore di Holly. Alla fine a portarsi per prima in vantaggio è la Newteam con un tiro combinato di Holly e Tom il cui effetto beffardo inganna completamente Warner che non accenna nemmeno alla parata. |                   |                |
| 41                             | Una tattica pericolosa 「激突！若林対小次郎」 - gekitotsu! wakabayashi tsui kojirō | 19 luglio 1984    | 12 agosto 1986 |
| 41                             | Lenders si intestardisce a segnare da fuori area in modo da porre fine all'imbattibilità di Benji e dimostrare di essere migliore di Holly, ma tutti i tiri vengono agevolmente neutralizzati dal portiere della Newteam. Allo scadere del primo tempo, in occasione dell'ennesimo tiro da fuori di Lenders, Mellow di proposito lo devia al fine di spiazzare Benji, che nonostante ciò riesce, seppur a stento, a impedire al pallone di entrare in rete. Il primo tempo si conclude così con la Newteam in vantaggio per 1-0. |                   |                |
| 42                             | Il portiere paratutto 「猛虎よ牙をむけ！」 - mōko yo kiba womuke! | 26 luglio 1984    | 13 agosto 1986 |
| 42                             | Durante l'intervallo Lenders se la prende con Mellow per aver deviato l'ultimo tiro intimandogli di non intromettersi nella sfida con e Benji e Mellow gli rinfaccia a sua volta di essere egoista nel pensare solo alla sfida con Benji e non alla vittoria della squadra. Lenders svela allora ai compagni che deve vincere l'incontro per ottenere la borsa di studio alla Toho, necessaria per proseguire gli studi e la carriera agonistica nonostante le difficoltà economiche della sua famiglia. All'inizio della ripresa la Muppett attacca decisa alla ricerca del pareggio e Mark si decide finalmente a tirare da dentro l'area ma anche questa volta Benji riuscirà a impedire, seppur a stento, il gol. |                   |                |
| 43                             | Incidente in campo 「危うし！ゴールデンコンビ」 - abunau shi! gorudenkonbi | 2 agosto 1984     | 13 agosto 1986 |
| 43                             | Mentre la partita è in corso, si ha un flashback rievocato dal padre di Tom in cui viene mostrato come Tom fece amicizia con i giocatori della Flynet. Nel frattempo, mentre Benji ricomincia ad accusare un leggero dolore alla gamba infortunata, Mellow, nel tentativo di rubare la palla a Becker, lo infortuna gravemente ma involontariamente a una gamba; sugli sviluppi dell'azione Holly tenta di segnare a Warner emulando il tiro triangolare dei Derrick, ma il portiere della Muppett intuisce le sue intenzioni e para la conclusione in rovesciata di Hutton; cadendo a terra anche Hutton si infortuna a una gamba. |                   |                |
| 44                             | La promessa di Mark 「炎のダイビングヘッド」 - honoo no daibinguheddo | 9 agosto 1984     | 14 agosto 1986 |
| 44                             | Approfittando degli infortuni di Holly e Tom, ancora a terra doloranti, la Muppett attacca alla ricerca del pareggio. Nel frattempo si ha un ulteriore flashback rievocato dalla madre di Mark in cui viene mostrata la dura infanzia di Mark costretto a lavorare per aiutare la famiglia ad arrivare alla fine del mese in seguito alle difficoltà economiche conseguenti alla morte del padre. Mark vuole assolutamente mantenere la promessa fatta al padre di diventare un campione e per questo vuole assolutamente vincere la partita. Il tiro di Lenders dall'interno dell'area viene deviato sul palo da Benji ma sulla ribattuta Lenders riesce a segnare di testa, nonostante il vano intervento di Harper e Custer, riportando il risultato in parità. |                   |                |
| 45                             | Una squadra decimata 「ピンチ！エースなき戦い」 - pinchi! esu naki tatakai | 16 agosto 1984    | 14 agosto 1986 |
| 45                             | In seguito agli infortuni di Holly, Tom e Benji, la Newteam, decimata, si trova in crisi subendo l'iniziativa degli avversari. In questo frangente Jack tenta di fermare gli avversari con interventi talvolta scorretti prima di rendersi conto dell'errore. |                   |                |
| 46                             | Tutti per uno 「やった！石崎得意の顔面ブロック」 - yatta! ishizaki tokui no ganmen burokku | 23 agosto 1984    | 15 agosto 1986 |
| 46                             | La Muppett, approfittando degli infortuni che hanno decimato la Newteam, attacca decisa alla ricerca del vantaggio ma i tiri di Lenders vengono respinti dapprima da Bruce e poi da Benji. Nel frattempo ritorna in campo Tom, una volta medicata e fasciata la gamba infortunata. Holly sembra avulso dal gioco ma in realtà è un trucco del capitano della Newteam che attende solo il momento opportuno per avviare un contropiede approfittando del fatto che la Muppett avesse sguarnito la difesa per attaccare. Tom, con un lancio lungo in direzione di Holly, avvia il contropiede ma il tiro di Hutton, indebolito leggermente da un intervento in scivolata di Mellow, viene parato in 2 tempi da Warner. |                   |                |
| 47                             | La riscossa della Muppett 「小次郎のＶサイン」 - kojirō no v sain | 30 agosto 1984    | 15 agosto 1986 |
| 47                             | Al 33º minuto del secondo tempo la Muppett si porta in vantaggio grazie a una cannonata di Lenders che travolge Tom e sfila dalla mano il guanto di Benji che aveva tentato invano la parata. Holly riesce a dare fiducia ai suoi compagni i quali attaccano decisi alla ricerca del pareggio. |                   |                |
| 48                             | Una partita mozzafiato 「奇跡を呼ぶトリプルシュート」 - kiseki wo yobu toripurushuto | 6 settembre 1984  | 16 agosto 1986 |
| 48                             | Alla ricerca del pareggio, Holly prova una rovesciata ma senza successo grazie a un fenomenale intervento di Warner. A un minuto dalla fine, Benji ruba palla a Lenders e lascia la porta lanciandosi all'attacco, il suo tiro in porta viene deviato da Tom ma troppo a destra, allora interviene Holly per correggere la traiettoria e segnare uno splendido gol in rovesciata. Il secondo tempo si conclude in parità, rendendo necessari 2 tempi supplementari. |                   |                |
| 49                             | Ai tempi supplementari 「灼熱の延長戦」 - shakunetsu no enchōsen | 13 settembre 1984 | 16 agosto 1986 |
| 49                             | Nel primo tempo supplementare entrambe le squadre attaccano alla ricerca della vittoria ma sia Benji che Warner riescono a sventare con interventi incredibili le conclusioni rispettivamente di Lenders e di Becker. |                   |                |
| 50                             | Il gol annullato 「ああ幻のゴール!?」 - aa maboroshi no goru!? | 20 settembre 1984 | 18 agosto 1986 |
| 50                             | Allo scadere del primo tempo supplementare Tom, nonostante dolorante per l'infortunio, riesce all'ultimo istante a passare a Holly prima che gli avversari riuscissero a rubargli palla. Holly conclude in rovesciata il cui effetto inganna Warner ed entra in rete ma soltanto un attimo dopo che l'arbitro aveva fischiato la fine del primo tempo supplementare. Poiché segnato fuori tempo massimo, il gol non è valido e il risultato permane sul 2-2. |                   |                |
| 51                             | Scontro a due 「オレたちは負けない！」 - ore tachiha make nai! | 27 settembre 1984 | 18 agosto 1986 |
| 51                             | Inizia il secondo tempo supplementare con le squadre affaticate anche dal sole cocente. Si ha un nuovo duello tra Holly e Lenders, con Mark che stavolta ha la meglio, complice il caldo che fa crollare Holly a terra. Nell'azione di attacco conseguente l'insidiosa rovesciata di Lenders viene parata da Benji. L'arbitro fischia la fine del secondo tempo supplementare e, permanendo la parità, i tempi supplementari si dovranno ripetere. In caso di nuova parità entrambe le squadre saranno proclamate campioni. |                   |                |
| 52                             | Una nuova strategia 「死闘！再延長戦」 - shitō! saienchō sen | 4 ottobre 1984    | 19 agosto 1986 |
| 52                             | Durante l'intervallo una piacevole pioggia passeggera rinfresca i giocatori e Benji ha un'idea per giocare i prossimi tempi supplementari: Holly e Tom si ritirano in difesa e lasceranno attaccare la Muppett, che verrà fermata dal resto della squadra. In questo modo la coppia d'oro della Newteam, riposata, potrà assicurare la vittoria nel secondo tempo. Warner si accorge troppo tardi del trucco e tenta un tiro, che però viene parato da Benji. |                   |                |
| 53                             | Un momento tanto atteso 「復活！ゴールデンコンビ」 - fukkatsu! gorudenkonbi | 11 ottobre 1984   | 19 agosto 1986 |
| 53                             | Il secondo tempo supplementare inizia con la Muppett che sfiora il vantaggio con Lenders il quale evita l'uscita di Benji e tira nella porta sguarnita, ma Holly riesce a salvare sulla linea. Holly e Tom, rinfrancati dal riposo, attaccano decisi e Holly, su cross di Bruce, segna in rovesciata il gol del 3-2. |                   |                |
| 54                             | L'ultima battaglia 「最後の決戦!翼対小次郎」 - saigo no kessen! tsubasa tsui kojirō | 18 ottobre 1984   | 20 agosto 1986 |
| 54                             | Lenders non si arrende e attacca alla ricerca del pareggio. L'infortunio alla gamba di Benji si aggrava sempre di più e Benji crolla a terra per il dolore, Lenders ne approfitta con una conclusione al volo diretta nella rete sguarnita ma Benji riesce all'ultimo a reagire e a respingere il pallone nonostante il forte dolore. Sul pallone respinto si avventa però Warner, avanzato in attacco, che tira a porta vuota ma Tom si sacrifica per respingerla sulla linea andando a sbattere contro il palo. Holly, furente per quello che gli è successo, si fionda in attacco puntando alla porta avversaria. Supera di violenza perfino Lenders e tra Holly e la porta vi è solo Warner. |                   |                |
| 55                             | La gloria e l'addio 「栄光そしてサヨナラ」 - eikō soshite sayonara | 25 ottobre 1984   | 20 agosto 1986 |
| 55                             | Holly salta Warner in uscita e tira una conclusione violentissima che sfonda la rete sguarnita e vola in alto sancendo la vittoria per 4-2 della Newteam. La Newteam vince così il torneo e le squadre si complimentano tra di loro, ma Roberto decide di non poter mantenere la promessa fatta a Holly di portarlo in Brasile perché non vuole separare la famiglia di Holly portandolo in Brasile e inoltre si reputa un perdente senza più nulla da insegnargli. Holly cerca di raggiungerlo in aeroporto ma è troppo tardi: l'aereo è già partito e Holly riesce solo a vederlo decollare. |                   |                |
| 56                             | Grandi partenze 「それぞれの旅立ち」 - sorezoreno tabidachi | 1º novembre 1984  |                |
| 56                             | Holly è afflitto dalla partenza di Roberto ma Bruce riesce a raggiungerlo in tempo per informarlo che Tom partirà tra pochi minuti con il pullman. Holly fa in tempo per salutare Tom, trasferitosi in un'altra città con il padre, calciando verso il pullman un pallone pieno di scritte di dedica che Tom riesce ad afferrare al volo. Anche Benji lascerà la squadra per seguire Freddy in Germania. L'istituto Toho vuole nella sua squadra Mark e Holly, che però non accetta l'offerta per iscriversi alla scuola media Newteam. Prima della partenza di Benji viene disputata una partita amichevole di addio tra Newppy e S. Francis. |                   |                |
| Torneo Medie (72 episodi)      | |                   |                |
| 57                             | Cominciano gli allenamenti 「オレたち中学三年生」 - ore tachi chūgaku sannensei | 8 novembre 1984   |                |
| 57                             | La storia fa un salto narrativo di 3 anni nel corso dei quali la Newteam, rinnovata nei giocatori e trascinata da Holly, ha vinto 2 campionati nazionali delle medie e punta a vincere il terzo consecutivo. La Newteam, mentre è impegnata dagli allenamenti in vista del prossimo campionato nazionale, fa la conoscenza con un nuovo avversario: si tratta di Patrick, che afferma che a rappresentare Shizuoka al prossimo campionato nazionale sarà la Otomo e non la Newteam. |                   |                |
| 58                             | Il tiro del falco 「Ｖ３への熱きスタート」 - v3 heno atsuki sutato | 15 novembre 1984  |                |
| 58                             | Resosi conto della forza della Otomo, Holly teme che la Newteam si sia adagiata troppo sugli allori e intensifica gli allenamenti redarguendo con severità i compagni di squadra al minimo errore commesso. Viene organizzata una partita di allenamento tra i titolari del terzo anno e le riserve del primo e secondo anno e Holly viene eccezionalmente inserito nella squadra del primo e secondo anno. L'andamento dell'incontro fa comprendere agli altri titolari della squadra che devono impegnarsi con la stessa intensità, grinta e ardore di Holly. Nel frattempo arriva una lettera di Benji dalla Germania. Nel frattempo comincia il campionato della prefettura di Shizuoka e l'Otomo supera il primo turno battendo la Forrester per 5-0 grazie ai gol di Patrick. |                   |                |
| 59                             | Holly cambia ruolo 「新たなるライバル」 - arata naru raibaru | 22 novembre 1984  |                |
| 59                             | La Newteam, dopo aver superato il primo turno battendo la Iron per 6-0, vince agevolmente anche i turni successivi accedendo alla finale del torneo di Shizuoka da disputare contro l'Otomo, che può contare su Patrick nonché di 4 ex giocatori della Newteam campione delle elementari, ossia Jack, Charlie, Frenkie e Jil. |                   |                |
| 60                             | Holly contro Patrick 「翼よ！フィールドの鷹になれ」 - tsubasa yo! firudo no taka ninare | 29 novembre 1984  |                |
| 60                             | A sorpresa Holly decide di marcare a uomo Patrick Everett in modo da impedirgli di segnare con il tiro del falco riuscendo nell'intento. Un tiro dalla lunga distanza di Everett finisce fuori grazie a una lieve deviazione di Hutton. Con Holly in difesa, però, la Newteam perde efficacia in attacco, considerata la solidità della difesa della Otomo. Il punteggio si mantiene così sullo 0-0 fino a un minuto dal termine del primo tempo quando abbandona la marcatura di Everett e segna al volo da 30 metri portando in vantaggio la Newteam. |                   |                |
| 61                             | Un duro confronto 「ノートラップ隼シュート」 - notorappu hayabusa shuto | 6 dicembre 1984   |                |
| 61                             | Dato che la marcatura a uomo di Holly continua nel secondo tempo, Everett si rende conto che l'unico modo per segnare è tirare al volo come aveva fatto Holly stesso alla fine del primo tempo. Inizialmente, poiché prendere bene la mira quando si tira al volo è molto difficile, le conclusioni di Everett terminano fuori, ma quello che si nota è che all'aumentare dei tentativi la mira migliora sempre di più, finché Everett riesce a pareggiare con un tiro del falco al volo, dopo che un tiro di Holly era stato parato dal portiere avversario. |                   |                |
| 62                             | Una vittoria alla grande 「挑戦者たちのララバイ」 - chōsensha tachino rarabai | 13 dicembre 1984  |                |
| 62                             | La risposta della Newteam arriva con Holly che riesce ad andare a segno al termine di un'azione corale alla quale avevano preso parte anche Diamond, Carter e Mason. La Newteam prende le giuste contromisure per neutralizzare le azioni offensive della Otomo, intercettando tutti i passaggi prevedibilmente diretti a Everett, oppure applicando la trappola del fuorigioco. A pochi minuti dalla fine Carter, su assist di Holly, segna il gol del 3-1 mettendo al sicuro il risultato. La Otomo attacca fino alla fine ma il risultato non cambia ed è la Newteam a qualificarsi al campionato nazionale. |                   |                |
| 63                             | Julian torna in campo 「打倒・翼！オレがヒーローだ」 - datō. tsubasa! ore ga hiro da | 27 dicembre 1984  |                |
| 63                             | Al campionato nazionale si sono qualificate anche Flynet, Hot Dog e Artic. La finale del torneo della prefettura di Tokyo si disputerà tra la Toho di Mark, Ed e Danny e la Mambo di Julian, tornato a giocare dopo quasi 3 anni di inattività per i suoi problemi di salute. Julian, tuttavia, non essendo ancora guarito dalla malattia cardiaca, può giocare solo un tempo a partita, per questo motivo viene tenuto in panchina nel primo tempo, con il proposito di farlo entrare in campo nella ripresa. |                   |                |
| 64                             | La rivincita 「甦ったエース・三杉淳」 - so tta esu. misugi atsushi | 27 dicembre 1984  |                |
| 64                             | La Toho approfitta dell'assenza iniziale di Ross per portarsi rapidamente sul 3-0 con una tripletta di Lenders. Ross decide quindi di entrare in campo già nei minuti finali del primo tempo e, allo scadere della prima frazione di gioco, riesce ad accorciare le distanze superando Warner in uscita e segnando nella rete vuota. |                   |                |
| 65                             | La decisione di Tom 「ヨーロッパ発翼くんへ」 - yoroppa hatsu tsubasa kunhe | 10 gennaio 1985   |                |
| 65                             | Nel frattempo, in Germania Benji, mentre si sta allenando con le giovanili dell'Amburgo, si imbatte in Tom che era venuto a trovarlo. Tom gli racconta che si è trasferito in Francia per motivi di lavoro del padre, dopo che aveva rifiutato di restare in Giappone sotto la tutela della madre, anche per il rancore per averlo abbandonato ed essersi disinteressata di Tom per tutti quegli anni. |                   |                |
| 66                             | Il malore di Julian 「夢の対決！三杉対小次郎」 - yume no taiketsu! misugi tsui kojirō | 3 gennaio 1985    |                |
| 66                             | Dopo l'episodio di digressione sull'incontro in Germania tra Benji e Tom, riprende la narrazione della finale tra Mambo e Toho. Nel secondo tempo la Toho si chiude in difesa secondo le direttive del mister lasciando il solo Lenders in attacco, Mark tuttavia non riesce a rendersi pericoloso venendo messo più volte in offside dai difensori della Mambo, molto abili nell'applicare la trappola del fuorigioco. Le conclusioni della Mambo, tuttavia, vengono parate da Ed e Julian riuscirà a segnargli un altro gol solo allo scadere dei 45 minuti che gli è concesso giocare. Infatti, subito dopo il gol, accusa di nuovo un malore al cuore, ma rifiuta la sostituzione perché resta solo un gol per pareggiare. Il gioco riprende ma, mentre insegue Mark nel tentativo di rubargli palla, il malore al cuore peggiora e lo fa crollare a terra. |                   |                |
| 67                             | Mark ha perso la grinta 「フィールドに散った貴公子」 - firudo ni chitta kikō | 17 gennaio 1985   |                |
| 67                             | In seguito al malore di Julian, Mark rimane attonito perdendo palla e la Mambo avvia un'azione offensiva molto pericolosa che se non si tramuta in gol è solo per merito dell'intervento decisivo di Ed, che salva la sua squadra dal pareggio. Al termine dell'azione, Julian, alzatosi a stento aiutato dai compagni, è costretto ad abbandonare il campo di gioco per la malattia cardiaca. La partita termina 3-2 per la Toho che così si qualifica al campionato nazionale. Al termine della partita Jeff rimprovera Mark per aver perso la grinta, come dimostra il fatto che, quando ha fatto cadere Julian, è rimasto paralizzato davanti a Julian invece di recuperare palla come avrebbe fatto se fosse ancora alla Muppett; conclude che potrà battere Holly solo se ritroverà la grinta di un tempo e gli propone di raggiungerlo a Okinawa per sostenere un allenamento speciale. Lenders lascia il ritiro senza permesso per raggiungere l'ex mister e allenarsi sotto la sua guida. |                   |                |
| 68                             | Patty è innamorata 「若林からの手紙」 - wakabayashi karano tegami | 24 gennaio 1985   |                |
| 68                             | Arriva una lettera da Benji in cui racconta di essere ora nelle giovanili dell'Amburgo nonché dell'incontro con Tom. Patty nel frattempo vorrebbe dichiarare a Holly il suo amore, ma non ci riesce ed è conscia che tra 6 mesi Holly potrebbe partire per il Brasile allontanandosi da lei. |                   |                |
| 69                             | La tigre affila gli artigli 「牙をとぐ猛虎・小次郎」 - kiba wotogu mōko. kojirō | 31 gennaio 1985   |                |
| 69                             | Mark Lenders, allenandosi sulla spiaggia durante un uragano, riesce a ritrovare la grinta perduta e a mettere a punto il tiro della tigre. Quando raggiunge la Toho il giorno dell'inizio del campionato, tuttavia, il mister gli comunica che l'ha escluso dai titolari per aver lasciato il ritiro senza permesso e che non gli permetterà di disputare nessuna partita di campionato e gli toglierà anche la borsa di studio. Nel frattempo la Newteam deve affrontare al primo turno l'Artic di Ralph Peterson. |                   |                |
| 70                             | Una difesa di ferro 「めざせＶ３！波乱の開幕」 - mezase v3! haran no kaimaku | 7 febbraio 1985   |                |
| 70                             | L'Artic ha una difesa molto solida e inoltre il suo giocatore migliore, il difensore Ralph Peterson, marca stretto Holly impedendogli di segnare per tutto il primo tempo e riuscendo anche a infortunarlo alla gamba con ripetuti interventi al limite. L'Artic conclude il primo tempo in vantaggio per 1-0 grazie a un gol segnato dallo stesso Peterson con il tiro del rasoio. |                   |                |
| 71                             | Holly infortunato 「決めろ！ドライブシュート」 - kime ro! doraibushuto | 14 febbraio 1985  |                |
| 71                             | Nell'intervallo Holly si fa medicare l'infortunio alla gamba da Patty senza dire niente ai compagni. Nella ripresa la Newteam attacca alla ricerca del pareggio che tarda ad arrivare. Un tiro a effetto di Holly termina di poco alto. Il pareggio arriva per merito del difensore Bob Denver che segna di testa quando mancano solo pochi minuti allo scadere. |                   |                |
| 72                             | Un grande assente 「防げ！必殺のカミソリシュート」 - fusege! hissatsu no kamisorishuto | 21 febbraio 1985  |                |
| 72                             | Ralph Peterson tenta di riportare in vantaggio l'Artic usando una variante del suo tiro del rasoio, ma, grazie alle direttive di Holly, Alan Crocker riesce a parare la conclusione. Holly, libero dalla marcatura di Peterson, nell'azione successiva riesce a portare in vantaggio i suoi e la partita termina 2-1 per la Newteam che passa il turno. Nel frattempo, anche la Toho passa il turno pur non schierando in campo Lenders, in rotta con l'allenatore. |                   |                |
| 73                             | Torna capitano! 「ライバルたちの熱き足音」 - raibaru tachino atsuki ashioto | 28 febbraio 1985  |                |
| 73                             | I compagni di squadra vengono a sapere che Holly è infortunato e decidono di aiutarlo a recuperare facendo meno affidamento su di lui nel corso della partita contro la Nightfox. Grazie all'ex tridente della S. Francis (Diamond-Carter-Mason) la Newteam batte la Nightfox per 6-0, con Holly che segna dopo aver rubato pallone a un suo compagno perché si era stancato di rimanere inoperoso. Nel frattempo Lenders medita di lasciare la Toho, dato che è in rotta con l'allenatore. |                   |                |
| 74                             | Calcio acrobatico 「出た！スカイラブ・ハリケーン」 - deta! sukairabu. | 7 marzo 1985      |                |
| 74                             | Al terzo turno (ottavi di finale) la Newteam affronta la Hot Dog dei gemelli Derrick. In pochi minuti la Newteam si porta sul 2-0 (reti di Carter e Mason), mentre il tiro triangolare dei gemelli Derrick fallisce grazie a un espediente escogitato da Bruce per neutralizzarlo. I Derrick sono allora costretti a usare la loro nuova arma segreta, la "catapulta infernale" grazie alla quale riescono ad accorciare le distanze. |                   |                |
| 75                             | Chi salta più in alto? 「翼よ誰よりも高く飛べ」 - tsubasa yo dare yorimo takaku tobe | 14 marzo 1985     |                |
| 75                             | Nel secondo tempo Holly si infortuna alla spalla nel tentativo di attutire la caduta di uno dei gemelli Derrick. La Hot Dog riesce a pareggiare grazie a una nuova catapulta infernale. |                   |                |
| 76                             | Un tiro a sorpresa 「立花兄弟・必殺のコンビプレー」 - tachibana kyōdai. hissatsu no konbipure | 21 marzo 1985     |                |
| 76                             | Tuttavia i Derrick non possono più usare la catapulta infernale perché le loro gambe non hanno più la forza richiesta per eseguire la tecnica. Holly nel frattempo tenta di riportare in vantaggio i suoi con il tiro a effetto che tuttavia si infrange sul palo. I Derrick, non potendo usare più la catapulta infernale, decidono di impiegare il tiro combinato. |                   |                |
| 77                             | Una vittoria sudata 「決めろ！スライディングシュート」 - kime ro! suraideingushuto | 28 marzo 1985     |                |
| 77                             | Il tiro combinato dei Derrick viene però respinto da Crocker con l'aiuto di Harper e allo scadere Holly riesce a segnare il gol della vittoria. La Newteam batte la Hot Dog per 3-2 e accede ai quarti di finale. |                   |                |
| 78                             | Iniziano i quarti di finale 「激突！ベスト８」 - gekitotsu! besuto 8 | 4 aprile 1985     |                |
| 78                             | Iniziano i quarti di finale con Muppett-Crystal 2-0 e Toho-Chupu 3-0. Il terzo incontro, Flynet-Majestic, inizia in salita per la squadra di Callaghan che subisce gol e sta perdendo per 1-0. |                   |                |
| 79                             | Chi la dura la vince 「北の荒鷲・松山光」 - kita no kō washi. matsuyama hikari | 11 aprile 1985    |                |
| 79                             | La Flynet ha difficoltà a rendersi pericolosa, anche per la cattiva giornata di Sheake che fallisce il pareggio colpendo una traversa. Tuttavia, grazie a una rete di Callaghan e a un gol dello stesso Sheake (che così si riscatta delle precedenti occasioni sciupate), la Flynet riesce a rimontare e a imporsi per 2-1. |                   |                |
| 80                             | Una collaborazione ideale 「ベールをぬいだ怪童次藤洋」 - beru wonuida kai warabe tsugi fuji hiroshi | 18 aprile 1985    |                |
| 80                             | La quarta partita dei quarti di finale è tra la Newteam e la Hirado. La partita inizia in salita per i favoriti che dopo pochi minuti perdono già per 2-0 grazie a un gol di testa dell'attaccante Winter e a una cannonata del difensore Yuma tanto potente da spedire il portiere in rete insieme al pallone. |                   |                |
| 81                             | Un momento critico 「羽をもがれたフィールドの鷹」 - hane womogareta firudo no taka | 25 aprile 1985    |                |
| 81                             | I duri interventi difensivi di Yuma infortunano Carter e Mason e fanno peggiorare l'infortunio alla gamba e alla spalla di Holly. La Newteam non riesce a segnare e per giunta la Hirado segna il gol del 3-0 grazie a un passaggio a effetto per Winter che inganna completamente la difesa della Newteam permettendo all'attaccante dell'Hirado di segnare agevolmente a porta vuota. Il primo tempo si conclude 3-0 per la Hirado e Holly sviene in campo. |                   |                |
| 82                             | La grande rimonta 「気迫の連続ドライブシュート」 - kihaku no renzoku doraibushuto | 2 maggio 1985     |                |
| 82                             | Holly, dopo aver sognato Benji, Tom e Roberto che lo incoraggiano a credere nella rimonta, riprende i sensi recuperando fiducia in sé stesso. Il secondo tempo inizia e grazie a due tiri a effetto di Holly da centrocampo la Newteam nel giro di pochi minuti riesce ad accorciare il divario portandosi sul 3-2 e riaprendo una partita che sembrava già chiusa. |                   |                |
| 83                             | Corsa al pareggio 「激突！ゴール前の死闘」 - gekitotsu! goru mae no shitō | 9 maggio 1985     |                |
| 83                             | La Newteam attacca alla ricerca del pareggio ma la Hirado riesce a prendere le contromisure riuscendo a respingere più volte i tiri a effetto di Holly. Tuttavia è proprio Holly a pareggiare con un tiro a effetto che spedisce Yuma in rete insieme al pallone. |                   |                |
| 84                             | Una coppia d'argento 「不滅のチームワーク」 - fumetsu no chimuwaku | 16 maggio 1985    |                |
| 84                             | Holly è ormai stremato, per cui, non potendo segnare da solo, si affida alla "coppia d'argento" della Newteam, Carter e Mason. I due, determinati a ripagare il capitano per la fiducia loro concessa, riescono inaspettatamente a segnare il gol della vittoria, siglato da Carter su assist di Mason (che aveva superato Yuma). |                   |                |
| 85                             | La rosa delle quattro 「燃えあがれ！ベスト４」 - moe agare! besuto 4 | 23 maggio 1985    |                |
| 85                             | Le semifinali sono Toho-Muppett e Newteam-Flynet. Holly viene medicato dal medico della Newteam al fine di renderlo in grado di disputare comunque la semifinale del giorno dopo. |                   |                |
| 86                             | Iniziano le semifinali 「若島津・無念の初失点」 - wakashimadu. munen no hatsu shitten | 30 maggio 1985    |                |
| 86                             | La prima semifinale tra Toho e Muppett, con i secondi desiderosi di rivalsa sui tre ex compagni, vede la Toho, ancora priva di Lenders, in difficoltà, anche perché i giocatori della Muppett hanno studiato il gioco di Mellow e riescono a neutralizzarlo perché troppo prevedibile. Il primo tempo si conclude sullo 0-0, ma all'inizio della ripresa la Muppett riesce al termine di un'azione corale a segnare una rete a Warner (che non ha potuto parare perché ancora a terra dopo una precedente respinta di pugno). |                   |                |
| 87                             | Il recupero 「オリの中の猛虎・小次郎」 - ori no nakano mōko. kojirō | 6 giugno 1985     |                |
| 87                             | Dopo il vantaggio degli avversari Lenders vorrebbe entrare in campo ma il mister non glielo consente e gli intima di tornare a sedersi in panchina. Lenders risponde chiedendo ai compagni di vincere per lui questa semifinale. Il discorso sprona i giocatori della Toho e Mellow comincia a uscire dai suoi soliti schemi rendendosi finalmente pericoloso. In questo modo Bright, su assist di Mellow, riesce a pareggiare. |                   |                |
| 88                             | A denti stretti 「怒りのタイガー軍団!!」 - ikari no taiga gundan!! | 13 giugno 1985    |                |
| 88                             | Negli ultimi minuti la Toho riesce a segnare il gol della vittoria, siglato dal portiere Ed Warner avanzato in attacco. La Toho, vittoriosa per 2-1 in rimonta, si qualifica così alla finale da disputare contro la vincente di Newteam-Flynet. |                   |                |
| 89                             | Una lettera dall'Europa 「岬太郎のヨーロッパ便り」 - misaki tarō no yoroppa tayori | 20 giugno 1985    |                |
| 89                             | Nel frattempo la Newteam riceve una lettera da Tom Becker che racconta di essere stato a Roma e di aver allenato in quel luogo una squadra giovanile. |                   |                |
| 90                             | Chi andrà in Europa? 「夢のヨーロッパ遠征・選ばれるのは誰か!?」 - yume no yoroppa ensei. eraba rerunoha dareka!? | 27 giugno 1985    |                |
| 90                             | Poco prima dell'inizio della seconda semifinale, si ha una riunione in cui Freddy Marshall (allenatore della nazionale giovanile) e Pherson (dirigente della federcalcio giapponese) discutono sui giocatori da convocare in nazionale per il mondiale giovanile da disputare in Francia al termine del campionato. |                   |                |
| 91                             | Una nuova tecnica 「フィールドに翔べ！鷲と鷹」 - firudo ni tobe! washi to taka | 4 luglio 1985     |                |
| 91                             | Comincia la semifinale tra Newteam e Flynet, con Holly non in perfette condizioni fisiche a causa degli infortuni alla gamba e alla spalla. Per i primi minuti le due squadre adottano un atteggiamento prudente. |                   |                |
| 92                             | L'attacco a valanga 「北の荒鷲・無敵のロングシュート」 - kita no kō washi. muteki no rongushuto | 11 luglio 1985    |                |
| 92                             | L'attacco a valanga della Flynet mette in difficoltà la retroguardia della Newteam, mentre Holly e Philip si marcano a vicenda. La prima a portarsi in vantaggio è la Flynet grazie a un tiro dell'aquila tirato da Callaghan dalla lunga distanza. |                   |                |
| 93                             | La strada della vittoria 「勝利への逆襲」 - shōri heno gyakushū | 18 luglio 1985    |                |
| 93                             | La Newteam attacca alla ricerca del pareggio ma è sfortunato con tiri che vengono respinti sulla linea o si infrangono sul palo. Sul finire del primo tempo Holly riesce infine a pareggiare con una rovesciata ma rischia di cadere male ed è solo grazie al fair play di Callaghan (che con il corpo gli attutisce la caduta) che l'infortunio non si aggrava. All'inizio della ripresa la Newteam si porta in vantaggio con una rete di testa siglata da Diamond su assist di Holly. |                   |                |
| 94                             | Senza tregua 「猛攻！四連続シュート」 - mōkō! shi renzoku shuto | 25 luglio 1985    |                |
| 94                             | La Flynet attacca decisa alla ricerca del pareggio, ma anche la Newteam ha le sue occasioni, comunque respinte dalla difesa avversaria. Un potente tiro di Hutton rischia di far finire in rete Callaghan insieme al pallone ma i difensori intervengono fermando il tiro sulla linea. |                   |                |
| 95                             | Volata verso la finale 「傷だらけの翼よみがえれ不死鳥」 - kizu darakeno tsubasa yomigaere fushichō | 1º agosto 1985    |                |
| 95                             | A un minuto dalla fine, mentre Holly è a terra dopo aver accusato un malore, Callaghan riesce a ristabilire la parità tra le due compagini. Tuttavia Holly riesce subito dopo a segnare dal cerchio di centrocampo con un tiro a effetto. La Newteam vince così per 3-2. |                   |                |
| 96                             | Addio, Flynet 「さらば北の戦士」 - saraba kita no senshi | 8 agosto 1985     |                |
| 96                             | La manager della Flynet, Jenny, dopo l'eliminazione della propria squadra dal campionato, è costretta a partire con la famiglia per gli Stati Uniti. Callaghan, innamorato di lei, riesce a raggiungerla in aeroporto per congedarsi da lei. |                   |                |
| 97                             | La sfida di Mark 「猛虎の挑戦状」 - mōko no chōsenjō | 15 agosto 1985    |                |
| 97                             | Nel frattempo Mark Lenders tenta di convincere l'allenatore a schierarlo in campo per la finale del giorno dopo, mettendo addirittura da parte il proprio orgoglio per implorarlo inginocchiandosi. Quando l'intera squadra si inginocchia implorandogli di perdonare Landers, l'allenatore della Toho cede e comunica a Lenders che gli darà un'opportunità: se segnerà un gol a Bright, Mellow e Warner, disputerà la finale, avvertendo però i tre giocatori di non provare a farlo vincere di proposito, pena l'esclusione di Lenders. Lenders segna da centrocampo con un tiro della tigre con Warner che non tenta nemmeno la parata e che giura di non aver voluto favorire Lenders ma che semplicemente il tiro era troppo potente. L'allenatore annuncia i titolari e tra essi vi è anche Lenders. |                   |                |
| 98                             | Ricordi 「ヨーロッパの熱き誓いを思い出せ」 - yoroppa no atsuki chikai wo omoidase | 22 agosto 1985    |                |
| 98                             | Holly viene ricoverato in ospedale con la febbre alta e la sua partecipazione alla finale è a rischio. Numerosi tra compagni e avversari vanno a trovarlo e lo odono pronunciare nel sogno il nome "Karl Heinz Schneider". I giocatori intuiscono che Holly sta sognando il torneo che la nazionale giovanile nipponica giocò tre anni prima in Europa contro le più importanti nazionali giovanili europee. A questo punto parte un flashback che mostra il viaggio in Europa di tre anni prima. |                   |                |
| 99                             | Il torneo di Parigi 「翼対イングランド重戦車軍団」 - tsubasa tsui ingurando jū sensha gundan | 29 agosto 1985    |                |
| 99                             | La prima partita del Giappone è contro l'Inghilterra. Il Giappone passa a sorpresa in vantaggio grazie ai gemelli Derrick, ma l'Inghilterra conclude il primo tempo in vantaggio per 2-1 a causa della cattiva giornata di Benji e dell'eccessivo individualismo dei gemelli Derrick e di Lenders che per egoismo rifiutavano di passare ai compagni in una posizione più favorevole. Di conseguenza i giocatori incriminati (i gemelli Derrick, Lenders e Benji) vengono sostituiti all'inizio della ripresa. |                   |                |
| 100                            | Sorpresa in campo 「あらたなる試練」 - aratanaru shiren | 5 settembre 1985  |                |
| 100                            | Nella ripresa Holly riesce a ribaltare il risultato con una doppietta. Il Giappone batte l'Inghilterra per 3-2 e si qualifica alla semifinale contro la Francia. |                   |                |
| 101                            | Holly contro Pierre 「燃えるフィールド翼対ピエール!!」 - moe ru firudo tsubasa tsui pieru!! | 12 settembre 1985 |                |
| 101                            | Pierre e la Francia mettono da subito in difficoltà il Giappone, Pierre è fortissimo e a nulla valgono gli interventi dei suoi rivali giapponesi. Al 44° del primo tempo arriva il gol, Pierre tira ma Holly con un intervento sbagliato devia il pallone e segna. Il secondo tempo è invece all'insegna della riscossa del Giappone, al 15° James a sorpresa passa il pallone a Holly che pareggia, e che allo scadere vince un contrasto con Pierre e fissa il risultato sul 2-1. |                   |                |
| 102                            | La vigilia della finale 「倒せ！ヨーロッパ・ナンバーワン」 - taose! yoroppa. nanbawan | 19 settembre 1985 |                |
| 102                            | La semifinale tra Germania e Spagna vede la netta supremazia della squadra tedesca, nel secondo tempo l'entrata in campo di Schneider non fa che accentuare ancor più il divario tecnico tra le due formazioni. L'incontro si chiude sul 4-0 e adesso è il momento della finale contro la nazionale giapponese. |                   |                |
| 103                            | L'attacco dell'"Imperatore" 「無敵の皇帝・シュナイダー」 - muteki no kōtei. shunaida | 26 settembre 1985 |                |
| 103                            | Nonostante il pressing iniziale del Giappone la Germania non si fa cogliere impreparata e ben presto fa valere la sua superiorità. Dopo appena 4 minuti Schneider porta in vantaggio la sua squadra, la nazionale nipponica fatica a riprendersi, Schneider è incontenibile ed al termine del primo tempo con un potente tiro sigla il raddoppio. |                   |                |
| 104                            | Un recupero impossibile 「栄光へのラストキック」 - eikō heno rasutokikku | 3 ottobre 1985    |                |
| 104                            | La ripresa è tutta a favore del Giappone, Benji blocca in maniera superba tutte le conclusioni avversarie; Holly e Mark effettuano contemporaneamente un tiro che porta il risultato sul 2-1. Il Giappone però non si accontenta, vuole ottenere a tutti i costi il pareggio e Holly allo scadere riesce nell'impresa grazie a una splendida rovesciata volante. |                   |                |
| 105                            | Mark finalmente in campo 「宿命の対決、ふたたび」 - shukumei no taiketsu, futatabi | 10 ottobre 1985   |                |
| 105                            | Holly dal letto dell'ospedale finalmente si sveglia e trova accanto tutti i suoi compagni. È arrivato il momento della tanto attesa finale, entrambe le formazioni compiono gli ultimi preparativi prima dell'inizio dell'incontro. |                   |                |
| 106                            | L'ultimo scontro 「世紀のラスト・ファイト」 - seiki no rasuto. faito | 17 ottobre 1985   |                |
| 106                            | La sfida tra Newteam e Toho ha inizio, Mark ha una gran sete di rivincita e da subito lascia chiaramente intendere le sue intenzioni, con estrema violenza calcia il pallone da metà campo, i giocatori della Newteam restano attoniti ma colpisce il palo. |                   |                |
| 107                            | Tutti a centrocampo 「先制のスーパーショット！」 - sensei no supashotto! | 24 ottobre 1985   |                |
| 107                            | La partita si infiamma, Holly fa partire un bolide che supera Ed ma purtroppo viene respinto dal palo, la Toho non resta a guardare ed Eddie impegna Alan in una difficile parata di pugno. È la Toho a passare in vantaggio, al 14° Mark effettua un potente tiro che riesce a superare il portiere. |                   |                |
| 108                            | Capitani a confronto 「逆襲のドライブシュート」 - gyakushū no doraibushuto | 31 ottobre 1985   |                |
| 108                            | La Newteam non si lascia intimorire dagli avversari e parte all'attacco, Mark viene strettamente marcato e la Toho fa altrettanto con Holly. Dopo pochi minuti giunge il pareggio, Holly effettua un eccezionale tiro ad effetto che supera la barriera avversaria, Ed intuisce la traiettoria e blocca il pallone con una mano ma tale è la potenza del tiro che viene spinto in rete assieme alla palla. |                   |                |
| 109                            | L'implacabile Mark 「火をふくタイガーショト」 - hi wofuku taigashoto | 7 novembre 1985   |                |
| 109                            | Una nuova azione permette alla Newteam di rendersi pericolosa, Holly salta nell'area di rigore avversaria, Ed interviene ed entrambi i giocatori ricadono a terra, ad avere la peggio è Ed che si infortuna a una spalla, nel frattempo sopraggiunge Johnny che calcia a botta sicura ma la palla viene respinta da un pronto intervento di Danny. Le azioni si susseguono incessanti, Holly calcia verso la porta ma il tiro vola alto sopra la traversa, la Toho invece sfiora il gol con un tiro di Eddie che però colpisce il palo. |                   |                |
| 110                            | La Newteam in crisi 「王者・南葛最大の危機」 - ōja. minami kuzu saidai no kiki | 14 novembre 1985  |                |
| 110                            | La grinta di Mark è impareggiabile e con un potentissimo tiro riporta in vantaggio la sua squadra. La Toho è in particolare forma e sembra non volersi accontentare di un solo gol di scarto, Eddie evita l'uscita di Alan e tira in porta ma un provvidenziale intervento di Bruce salva la situazione, sulla ribattuta Milton tira nuovamente ma stavolta è Bob a respingere il pallone. La Newteam è visibilmente in affanno ed al 22° del primo tempo Mark segna nuovamente portando il risultato sul 3-1. |                   |                |
| 111                            | ...E avvenne il miracolo 「奇跡のドライブシュート」 - kiseki no doraibushuto | 21 novembre 1985  |                |
| 111                            | Dopo aver subito il terzo gol i giocatori della Newteam sono visibilmente presi dallo sconforto ma Holly, nonostante le precarie condizioni, cerca di rincuorare i compagni. Holly si rivela come sempre decisivo, riesce a respingere il tiro da tigre di Mark, ne deriva un lancio di eccezionale potenza che da circa metà campo entra in porta alle spalle di Ed sfondando la rete. |                   |                |
| 112                            | Holly crolla in campo 「日向小次郎の反撃！」 - hyūga kojirō no hangeki! | 28 novembre 1985  |                |
| 112                            | La Toho reagisce al gol subito ma è la Newteam a rendersi pericolosa. Diamond tira ma la palla viene respinta in calcio d'angolo, nell'azione successiva Bob tira a porta vuota ma è Spencer a salvare il risultato. Nel frattempo Holly viene portato in infermeria a causa dei forti dolori alla gamba, la Newteam è costretta a giocare in dieci. |                   |                |
| 113                            | Una proposta interessante 「舞い上がれ！不死鳥」 - mai aga re! fushichō | 5 dicembre 1985   |                |
| 113                            | Il fischio dell'arbitro sancisce la fine del primo tempo e salva la Newteam da un sicuro gol di Mark. Inizia la ripresa e Holly può rientrare in campo apparentemente in buone condizioni, la Newteam si rivela sin da subito grintosa e parte all'attacco con la coppia Mason-Carter. |                   |                |
| 114                            | Mark in difesa 「燃えろ！炎のチームワーク」 - moe ro! honoo no chimuwaku | 12 dicembre 1985  |                |
| 114                            | Il tiro di Ted viene miracolosamente respinto da Ed ma è nuovamente la Newteam a portarsi in attacco e un'azione combinata di Holly e Paul lo costringe a una nuova eccezionale parata. La partita prosegue con rapidi capovolgimenti di fronte, durante uno di questi Mark tenta la conclusione verso la porta avversaria ma il tiro colpisce Holly alla spalla già infortunata, Holly crolla a terra. |                   |                |
| 115                            | Cartellino giallo 「夢のダイビング・オーバーヘッド」 - yume no daibingu. obaheddo | 19 dicembre 1985  |                |
| 115                            | Gli sforzi della Newteam vengono finalmente premiati, è il 15° e Bruce al termine di un contrasto aereo con Mark riesce a passare la palla per Holly che una rovesciata infila Ed e riporta il risultato in parità. La reazione di Mark è rabbiosa, Mark si getta all'attacco ma si scontra con Bob, i due stanno per venire alle mani ma l'arbitro interviene ammonendo entrambi. |                   |                |
| 116                            | Il gol della speranza 「ラストゴールは俺が取る！」 - rasutogoru ha ore ga toru! | 26 dicembre 1985  |                |
| 116                            | Ed risente dell'infortunio alla spalla, Paul tenta un tiro da fuori area, Ed è in ritardo ma la palla clamorosamente finisce sul fondo. L'azione si inverte, Mark effettua il suo potentissimo tiro da tigre, gli si oppongono tre avversari ma vengono spazzati via, la palla si avvia verso la rete ma Alan si tuffa e riesce a salvare il risultato. |                   |                |
| 117                            | Lotta disperata 「守り抜け！俺たちのゴール」 - mamori nuke! ore tachino goru | 9 gennaio 1986    |                |
| 117                            | L'incontro prosegue incandescente, Holly per due volte tenta il tiro verso la porta avversaria ma prima Danny e poi Mark gli impediscono la conclusione. Sul capovolgimento di fronte la Toho tenta il tiro che però viene fermato da Bruce, l'azione prosegue, Ed si porta all'attacco e calcia in porta ma Bob salva il risultato. |                   |                |
| 118                            | Fino all'ultimo respiro 「走れ翼！勝利のゴールへ」 - hashire tsubasa! shōri no goru he | 16 gennaio 1986   |                |
| 118                            | Holly si impossessa del pallone e dalla lunga distanza tira in porta, Ed corre disperatamente per impedire il gol e al termine di una lunga rincorsa riesce a bloccare il pallone sulla linea di porta. Holly è oramai sfinito e rimane immobile in mezzo al campo privo di qualsiasi forza. Dalla panchina si alza Johnson pronto a prendere il suo posto ma Holly raccoglie le sue ultime energie e riprende il gioco. |                   |                |
| 119                            | Tiro contro tiro 「運命のタイム・アップ」 - unmei no taimu. appu | 23 gennaio 1986   |                |
| 119                            | Gli ultimi minuti di gioco vedono un incredibile duello tra i due rivali di sempre: Holly e Mark. I due giocatori continuano a respingersi i tiri a vicenda, alla fine riesce a spuntarla Holly, la palla si avvia come un missile verso l'area avversaria, Ed interviene ma il pallone lo spinge verso la porta, arriva Mark che con un balzo blocca Ed e scongiura il pericolo. Holly crolla nuovamente a terra e nel frattempo l'arbitro fischia la fine dei tempi regolamentari. |                   |                |
| 120                            | L'irriducibile Holly 「駆けぬけろ！Ｖ３はオレたちの夢」 - kake nukero!v3 ha ore tachino yume | 30 gennaio 1986   |                |
| 120                            | Hanno inizio i tempi supplementari e la lotta riprende. Le energie di Holly sembrano inesauribili. Holly si porta in attacco seguito dai suoi compagni alla ricerca del gol della vittoria. |                   |                |
| 121                            | Per realizzare un sogno 「奇跡をよぶフィールドの鷹」 - kiseki woyobu firudo no taka | 6 febbraio 1986   |                |
| 121                            | Holly dalla lunga distanza esegue un tiro strabiliante, Ed tenta la parata ma l'effetto impresso al pallone è tale che la palla si blocca quasi davanti alla porta e poi cambia direzione ed entra dalla parte opposta: è il 4-3. Lo stadio esplode in un boato, i giocatori della Newteam esultano festanti attorno a Holly, che ormai sente che il suo sogno di diventare campione per la terza volta sta per realizzarsi ma all'improvviso si accascia a terra sopraffatto dalla fatica. Viene trasportato in infermeria dove si riprende ma nel frattempo la Newteam dovrà giocare parte del primo tempo supplementare in dieci. |                   |                |
| 122                            | Faccia a faccia 「復活オレたちのキャプテン」 - fukkatsu ore tachino kyaputen | 13 febbraio 1986  |                |
| 122                            | Holly ben presto si riprende e si porta ai bordi del campo in attesa di rientrare. Mark si accorge della situazione e intenzionalmente fa uscire il pallone permettendo a Holly l'ingresso in campo. La sfida prosegue ma il gioco ristagna a centrocampo, nessuna delle due squadre riesce ad avere la meglio, Paul tenta un tiro da fuori area ma Ed blocca in tuffo. |                   |                |
| 123                            | Stretta finale 「翼の最終作戦!!」 - tsubasa no saishū sakusen!! | 20 febbraio 1986  |                |
| 123                            | Il secondo tempo supplementare è tutto a favore della Toho, Mark tenta per ben due volte di eseguire il tiro da tigre ma in entrambe le occasioni viene bloccato. La Newteam continua a subire e le conclusioni vengono miracolosamente respinte prima da Alan e poi da Holly. |                   |                |
| 124                            | La cannonata 「傷だらけのヒーロー」 - kizu darakeno hiro | 27 febbraio 1986  |                |
| 124                            | La Toho continua ad attaccare ma Mark pare accennare un cedimento psicologico, si riprende e tenta l'ultimo assalto alla porta avversaria, l'azione è superba, Danny fa da trampolino per Mark che con un balzo salta i difensori e in rovesciata spedisce il pallone in rete fissando il risultato sul 4-4. |                   |                |
| 125                            | Momenti di gloria 「栄光そして新なる旅立ち」 - eikō soshite aratana ru tabidachi | 6 marzo 1986      |                |
| 125                            | Negli ultimi minuti di gioco Mark si porta ancora all'attacco ma il suo tiro viene deviato sulla traversa da un colpo di testa di Holly. L'arbitro fischia e sancisce la fine dell'incontro, a entrambe le squadre viene assegnato il titolo di campioni, Holly e Mark si complimentano a vicenda per la splendida gara disputata. Al termine delle cerimonia di premiazione Freddy comunica i giocatori selezionati per la squadra nazionale nipponica. |                   |                |
| 126                            | Il mio grande amico Benji 「最高の友俺と若林源三」 - saikō no tomo ore to wakabayashi gen san | 13 marzo 1986     |                |
| 126                            | Durante un'intervista Holly ricorda Benji. Holly ripensa ai vecchi tempi, dal giorno della prima sfida sino alla vittoriosa finale contro la Muppett. |                   |                |
| 127                            | Tom, il mio compagno di squadra 「永遠のパートナー俺と岬太郎」 - eien no patona ore to misaki tarō | 20 marzo 1986     |                |
| 127                            | Holly sta rientrando a Fujisawa e ripensa a Tom. I due erano soprannominati la coppia d'oro della Newteam per via dell'eccezionale affiatamento in campo. |                   |                |
| 128                            | Un esercito di campioni 「はばたけ！輝ける戦士たち」 - habatake! kagayake ru senshi tachi | 27 marzo 1986     |                |
| 128                            | Vengono ripercorse tutte le fasi salienti del campionato nazionale appena concluso, sono passati in rassegna tutti i migliori giocatori che si sono distinti durante il torneo, Mark, Philip Callaghan, i gemelli Derrick, Ralph Petherson, Clifford Yuma entreranno a far parte della nazionale giapponese che, capitanata da Holly, tenterà la conquista del titolo di campioni del mondo. |                   |                |